# Рударци
Рударци (болг. Рударци) — село в Болгарии. Находится в Перникской области, входит в общину Перник. Население составляет 1 164 человека.

## Политическая ситуация
В местном кметстве Рударци, в состав которого входит Рударци, должность кмета (старосты) исполняет Симеон Видинов Павлов (коалиция в составе 2 партий: Гражданский союз за новую Болгарию (ГСНБ), Объединённый блок труда (ОБТ)) по результатам выборов правления кметства.
Кмет (мэр) общины Перник — Росица Йорданова Янакиева (коалиция в составе 2 партий: Болгарская социал-демократия (БСД), Болгарская социалистическая партия (БСП)) по результатам выборов в правление общины.